# Avenue Colonel Picquart
Pour les articles homonymes, voir Picquart.
L'avenue Colonel Picquart (en néerlandais : Kolonel Picquartlaan) est une avenue bruxelloise de la commune de Schaerbeek qui va de la place Princesse Élisabeth au carrefour de la rue Anatole France et de l'avenue Jean Jaurès.
La numérotation des habitations va de 1 à 83 pour le côté impair et de 2 à 66 pour le côté pair.
L'avenue porte le nom d'un militaire et homme politique français, Marie-Georges Picquart, né à Strasbourg le 6 septembre 1854 et décédé à Amiens le 18 janvier 1914 avec le grade de général. Il est le personnage central du dénouement de l'affaire Dreyfus.

## Adresses notables
- n° 1 : Moshe Flinker, juif néerlandais y a vécu clandestinement avec sa famille et y a rédigé son journal Carnets de Captivité[1]
- no 15 : Judo Royal Crossing Club Schaerbeek
- nos 51-53 : Hewlett Packard-Tase Research

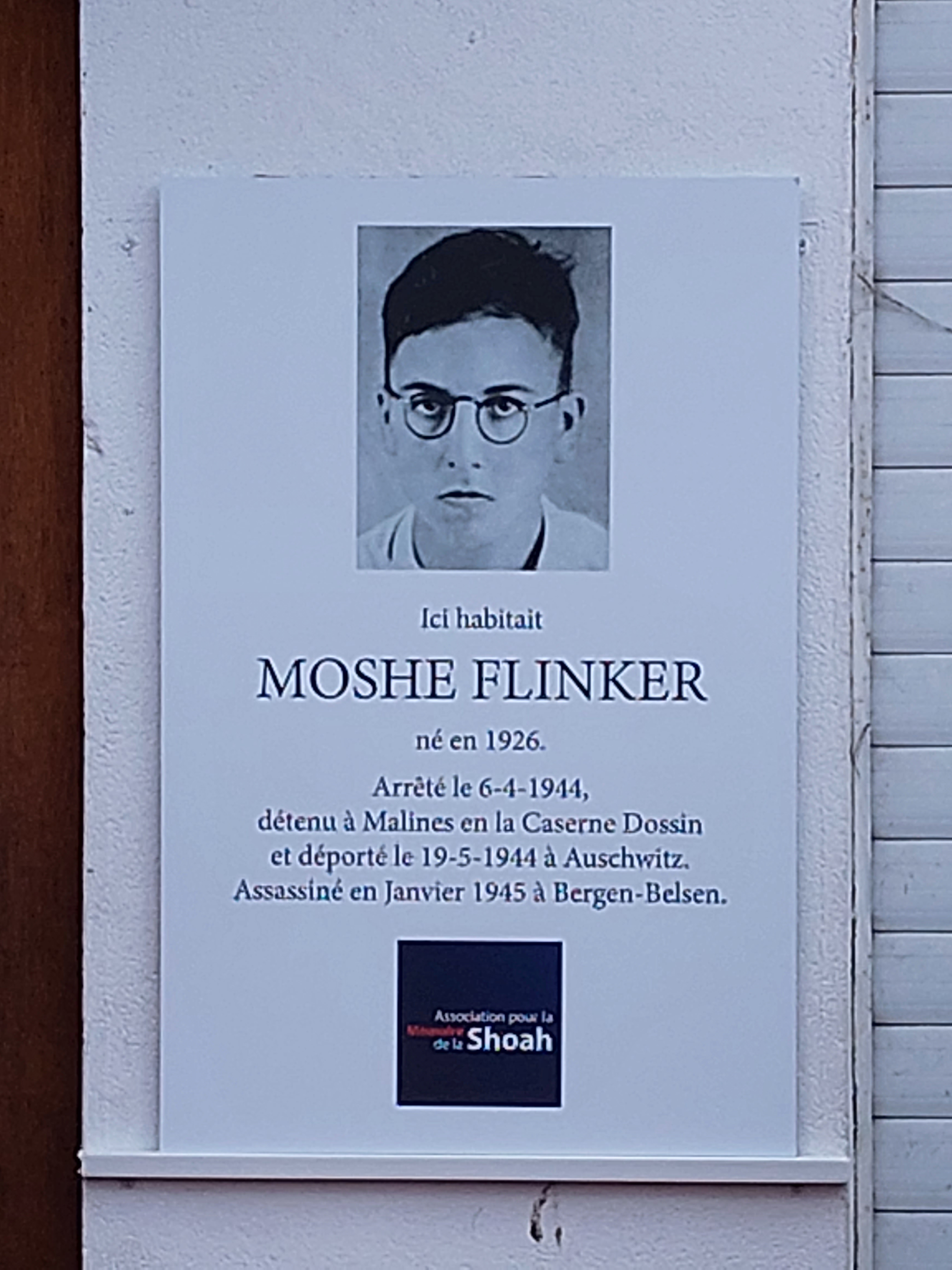
Plaque commémorative en hommage à Moshe Flinker

## Judo Royal Crossing Club Schaerbeek
Au no 15 de cette avenue est situé le club de judo le Royal Crossing Club Schaerbeek. Le club fut créé en janvier 1970 sous la dénomination de Galibrant. Le nom était une concaténation des noms des voiries Gallait, Liedts et de Brabant au carrefour desquelles était situé le club.
À la suite de sa fusion avec le club de football le Crossing et à son déménagement vers son adresse actuelle, le club de judo changea de nom et devint le Royal Crossing Club Schaerbeek.
Il s'agit d'un club actif en compétitions individuelles et par équipes, nationales et internationales.
- 6 participations à la Coupe d’Europe des Clubs
- 7 podiums, dont 2 Or, à la finale nationale du Championnat de Belgique d'Interéquipes
- 106 médailles d'Or au championnat de Belgique individuel
- une 7e place aux JO
- une médaille d'argent aux Jeux olympiques de la Jeunesse[2]